# 北京現代
北京現代（ペキンヒョンデ、中: 北京现代）は、中国北京に本社を持つ自動車会社で、2002年に北京汽車工業控股と現代自動車の合弁によって設立された企業である。

## 概要
2010年の売り上げ台数は70万台で国内シェア4位、2012年にはシェア10.5％に達したが、2010年代後半には中国と韓国間の情勢悪化（後述）に伴いシェアを減らし2021年の販売台数は53万台（起亜ブランド含む）シェア2.7％にまで落ち込んだ。
2014年、順調に販売台数を伸ばしてきた北京現代は、北京の第1から第3工場に加え、河北省滄州市に第4工場、重慶市に第5工場を建設することを決定。2018年には中国国内だけで年間181万台の生産基盤を確保できる見通しとなった。 しかしながら重慶工場が稼働した2017年、韓国内のTHAADミサイル配備による中韓関係の悪化に伴い販売量が減少。2017年の年間販売台数は約82万台にとどまり、各工場の稼働率も低迷した。
2018年も販売不振は続き、販売台数は約79万台と前年を割り込んだ。2019年1月、北京現代汽車はリストラを図るべく第1-第3工場（北京市）の従業員に対して、退職もしくは第4工場（河北省）、第5工場（重慶市）へ異動する希望者を募り始めた。
2021年、第1工場を理想汽車に売却したほか、重慶工場の生産を停止。過剰設備の整理を進めるものの、工場の稼働率は20-30％と伝えられた。
2023年、年産30万台の能力を持つ重慶の第5工場も売却が開始された。